# Marjorie Rhodes
Marjorie Rhodes, pseudonimo di Millicent Wise (Kingston upon Hull, 9 aprile 1897 – Hove, 4 luglio 1979), è stata un'attrice britannica, attiva in campo teatrale, televisivo e cinematografico.

## Biografia
Prolifica attrice teatrale, Marjorie Rhodes è nota soprattutto per il ruolo di Lucy Fitton nella commedia All in Good Time, un ruolo che ha interpretato a Londra (1963), Broadway (1965) e nell'adattamento cinematografico della pièce (1966). Per la sua interpretazione a Broadway ottenne una candidatura al Tony Award alla miglior attrice protagonista in un'opera teatrale, mentre la sua performance nel film le valse il National Society of Film Critics Award e il National Board of Review Award alla miglior attrice non protagonista.

## Filmografia parziale
- It Happened One Sunday, regia di Carl Lamac (1944)
- School for Secrets, regia di Peter Ustinov (1946)
- Il fuggitivo (Escape), regia di Joseph L. Mankiewicz (1948)
- Fuga nel tempo (Enchantment), regia di Irving Reis (1948)
- Notti del Decamerone (Decameron Nights), regia di Hugo Fregonese (1953)
- Il tunnel del terrore (The Yellow Balloon), regia di J. Lee Thompson (1953)
- Penitenziario braccio femminile (The Weak and the Wicked), regia di J. Lee Thompson (1954)
- I perversi (Footsteps in the Fog), regia di Arthur Lubin (1955)
- Gli uomini condannano (Yield to the Night), regia di J. Lee Thompson (1956)
- The Good Companions, regia di J. Lee Thompson (1957)
- I piloti dell'inferno (Hell Drivers), regia di Cy Endfield (1957)
- La verità... quasi nuda (The Naked Truth), regia di Mario Zampi (1957)
- 24 ore a Scotland Yard (Gideon of Scotland Yard / Gideon's Day), regia di John Ford (1958)
- Quei temerari sulle macchine volanti (Those Magnificent Men in Their Flying Machines or How I Flew from London to Paris in 25 hours 11 minutes), regia di Ken Annakin (1965)
- Questo difficile amore (The Family Way), regia di Roy Boulting (1966)
- Gli artigli dello squartatore (Hands of the Ripper), regia di Peter Sasdy (1971)

## Doppiatrici italiane
- Wanda Tettoni ne I piloti dell'inferno